# Deluxe (banda)
Deluxe es una banda francesa formada en 2007 en Aix-en-Provence que se centra en el género del electro, hip-hop, funk, electro swing y pop. La banda ha sido considerada como una de las más relevantes dentro de la industria musical francesa de la década de 2010.

## Historia
Deluxe fue descubierto por el grupo Chinese Man en 2007 en Aix-en-Provence, Francia, donde actuaban en la vía pública.  Deluxe comenzó con tres amigos de la infancia apasionados por la música, y finalmente se convirtió en un grupo de cinco después de agregar a Soubri y Pepe a la alineación en 2007. En diciembre de 2010, la banda conoció a un cantante/rapera llamada Liliboy con quien colaboraron, y finalmente se agregaron a la formación de la banda a tiempo completo. Con la incorporación de Liliboy, la banda se convirtió en uno de los shows en vivo más exitoso en Francia y otros países europeos cercanos.
Luego de 2015, la banda deja la productora Chinese Man y funda su propia firma —Nanana Production—, con la cual producen su tercer álbum, Boys & Girl.
La banda ha señalado que sus influencias han sido "Beat Assailant, The Roots, General Elektriks, Cannonball Adderley, Matthieu Chedid, Gainsbourg y muchos más". Sus presentaciones en vivo se caracterizan por usar muchos instrumentos diferentes y trabajar cada uno en la mezcla. "Rhodes, guitarra, bajo, trompetas, puedes esperar una experiencia de música en vivo realmente completa cuando nos veas en el escenario". Su acto musical así como su estilo visual se ha compuesto por el uso de sus miembros hombres de un bigote y de la vocalista en ropa estiizada en esta imagen.
En 2020 se anunció su primer disco compilatorio, En confinement, el cual es una compilación de 17 singles de sus tres discos, tocados en vivo separados físicamente a través de una transmisión vía Youtube, debido al confinamiento como medida de protección ante la pandemia de COVID-19 en Francia.

## Miembros de la banda
Miembros actuales
- Liliboy - voz (2010-presente)
- Kaya - bajo, MPC (2007-presente)

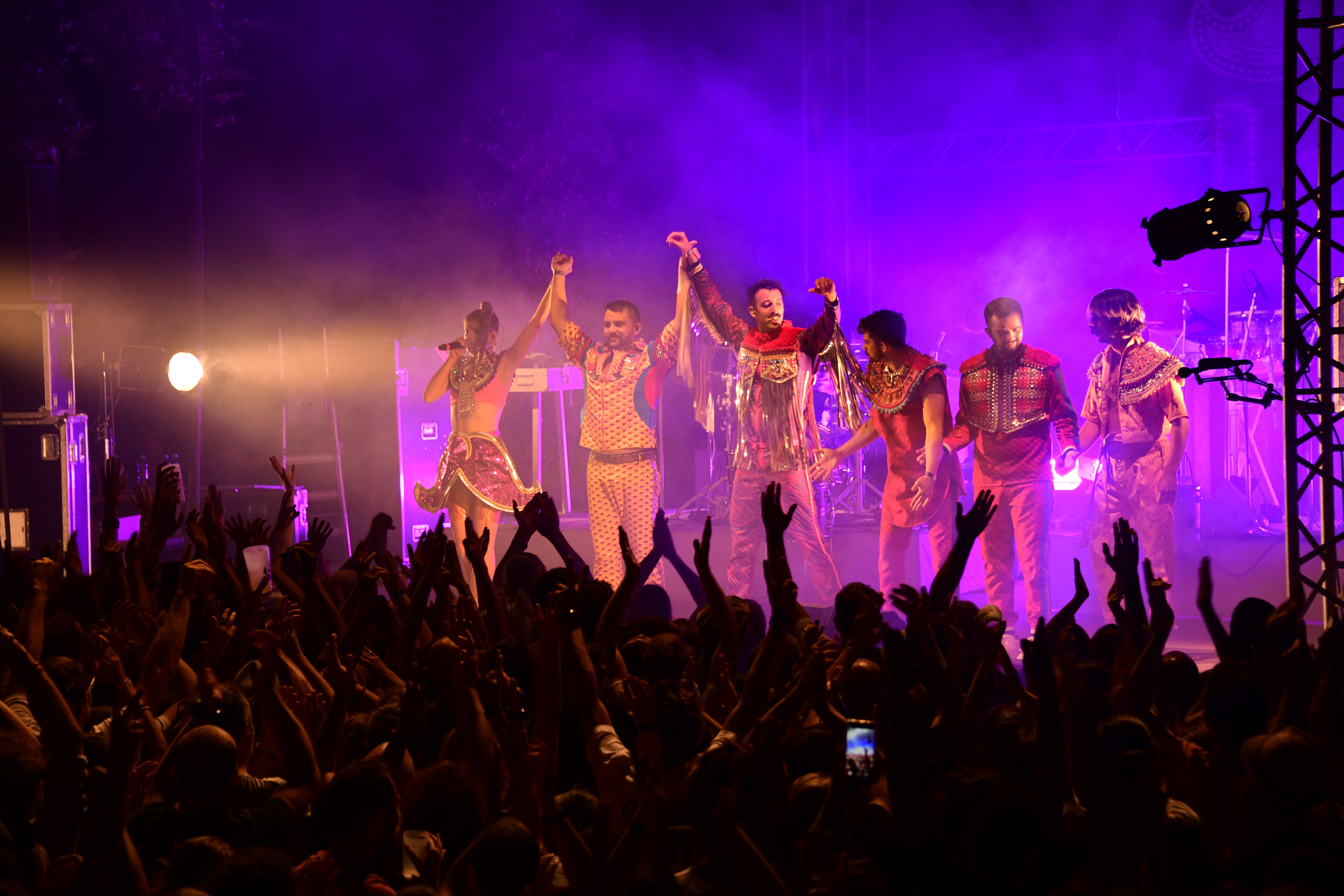
Miembros de la banda en el Festival de Néoules, 2018

- Kilo - tambores, tocadiscos (2007-presente)
- Pietre - guitarra, teclados (2007-presente)
- Soubri - percusión variada, MPC MIDI (2007-presente)
- Pepe - saxofón, trompeta, teclados (2007-presente)[4]

## Discografía

### Álbumes
- The Deluxe Family Show (Chinese Man Records, 2013)
- Stachelight (Chinese Man Records, 2016)
- Boys & Girl (NANANA Production, 2019)
- Moustache Gracias (Polydor, 2022)

### EP
- Polishing Peanuts (Chinese Man Records, 2011)
- Daniel (Chinese Man Records, 2012)